# Camil Òdena
Camil Òdena Tomàs (Reus, 1881 - segle XX), va ser un polític i periodista català.
Afiliat a la Lliga Catalanista de Reus, va participar en les eleccions municipals diverses vegades, més com a ideòleg del partit que com a candidat. D'ideologia catòlica conservadora, va col·laborar intensament al Semanario Católico de Reus, sobretot entre el 1902 i el 1920, a La Veu del Camp, quan aquesta publicació va ser la portaveu de Cambó a la ciutat entre 1913 i 1921 i al Diario de Reus el 1900 i del 1913 al 1925. Era empleat d'un cert nivell del Banc de Reus i tenia terres, cosa que el va portar a ser un dels membres destacats de la Cambra Agrícola de Reus. El 1921 va ser un dels organitzadors de la Primera Assemblea de la Federació de Dependents de Catalunya, celebrada a Reus, i en va presidir les sessions. Col·laborà a la Fulla del Centre Autonomista de Dependents del Comerç i de la Indústria, publicada a Reus el 1919 i el 1920. El 1922 va ser un dels fundadors de l'Associació de la Premsa de Reus. Va ser membre de l'Associació Protectora de l'Ensenyança Catalana i un dels seus divulgadors a Reus. El 1929 va ser un dels organitzadors de la celebració del XXV aniversari de la coronació canònica de la Mare de Déu de Misericòrdia.